# 喜欢上海的理由
喜欢上海的理由，是一首以上海为背景的广告歌曲，创作于2001年，由陶为民作词、孔佳作曲并原唱。因其歌曲旋律清新畅快、歌词朗朗上口富有朝气，在很长一段时间内被人们口口相传并风靡上海，具有较高的传唱度。

## 创作背景
歌曲原为上海本土啤酒品牌力波啤酒的广告歌。当时在上海一家广告公司担任创意总监的陶为民正在为力波啤酒做广告策划，曾任教于上海戏剧学院的陶创作了一段以上海为背景的广告歌词，并选择了毕业于上海音乐学院的年轻本土音乐人孔佳为歌词谱曲并原唱。
2000年代早期，歌曲被投放于上海各档电视节目中，歌曲的歌词很简单，只有寥寥十余句，但紧扣「上海情结」。音乐电视与歌曲长度也仅为60秒，但其用简洁的语言与画面将上海十几年所发生的变化一一展现出来，散发出浓烈的地方情结和本土意识，唱出了上海人的心路历程，与听众产生可很好的共鸣，成为一首经典的广告歌曲。

## 后续影响
1996年，日本啤酒品牌三得利啤酒登陆上海导致其市场份额被挤占。2001年，力波啤酒因这首风靡上海的歌曲而在销售上出现快速增长，并成功取代三得利成为上海市场占有率第一的品牌，但是力波啤酒在此后的销售市场中难续辉煌，於2011年被雪花啤酒并购。
曲作者与原唱孔佳于2006年罹患肺癌而早逝，年仅26岁，《喜欢上海的理由》这首歌成为他最具有代表性的歌曲。许多上海民众在对孔佳的早逝扼腕叹息的同时也对歌曲评价道，之所以能够广泛流传是因为它既白领又市井的上海味道，是一首能够反映时代特色的「城市主题歌」。
2022年6月，微信视频号“行走的课堂”发布改编版《喜欢上海的理由》，由王厂长（王昊）、张军、高博文、夏磊、徐祥演唱。有网民发现改编后的版本无论是歌词内容，还是视频画面的差别都较大。一些喜欢原版作品的网民在视频号纷纷留言，表达了对改编版的个人异议和质疑。陶为民表示此举是侵权行为；而上海广告界多位广告人表示支持陶为民，并呼吁联合抵制改编行为。

## 类似歌曲
- 1930年代上海：夜上海
- 香港：獅子山下、东方之珠
- 台湾：台北的天空、冬季到台北来看雨

## 扩展阅读
- 力波啤酒——《喜欢上海的理由》广告（视频）（页面存档备份，存于）
- 力波啤酒——《喜欢上海的理由》2003版广告（视频）（页面存档备份，存于）